# Meester van de Inzameling van het Manna

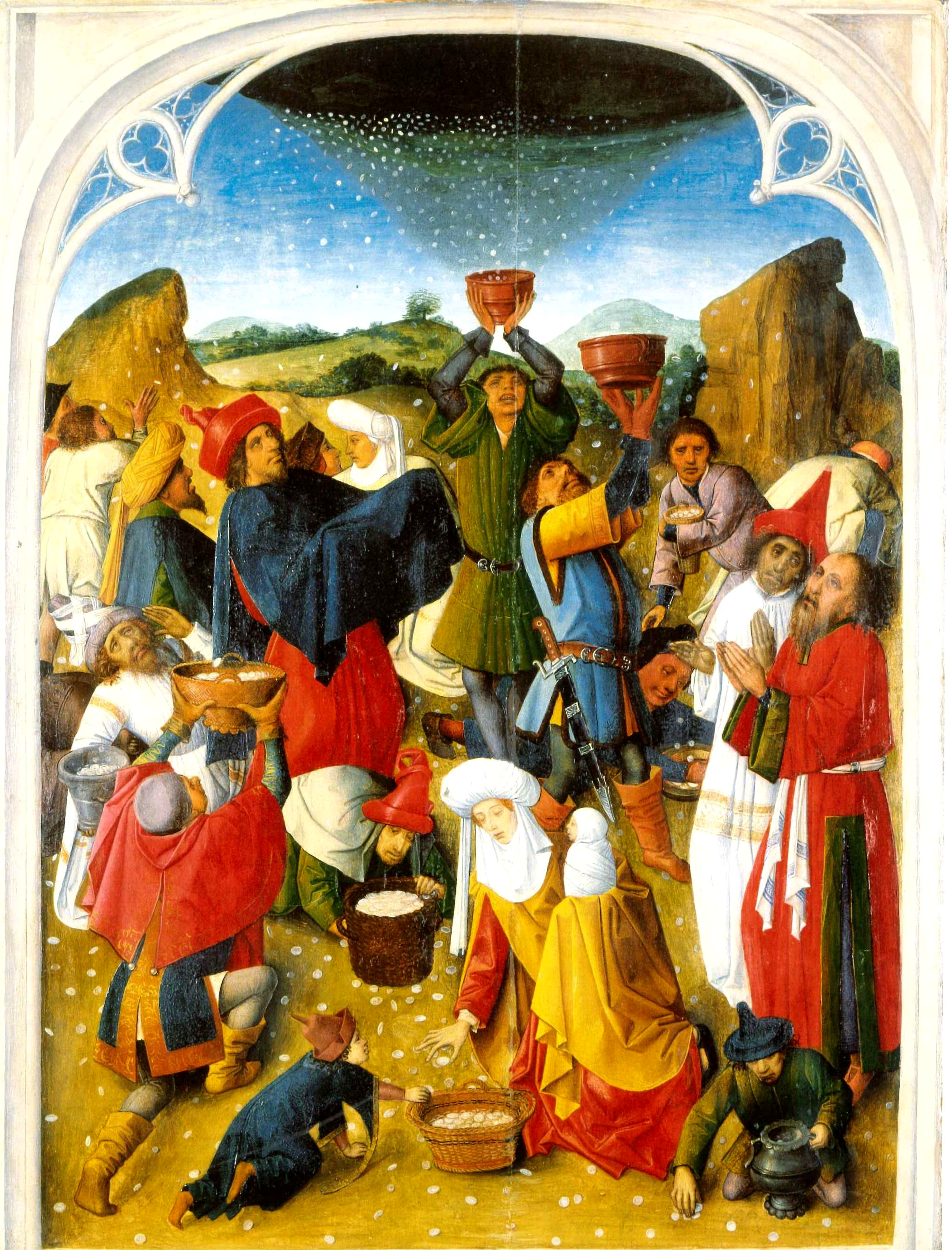
De inzameling van het manna, ca. 1460-1470, olieverf op paneel, Musée de la Chartreuse

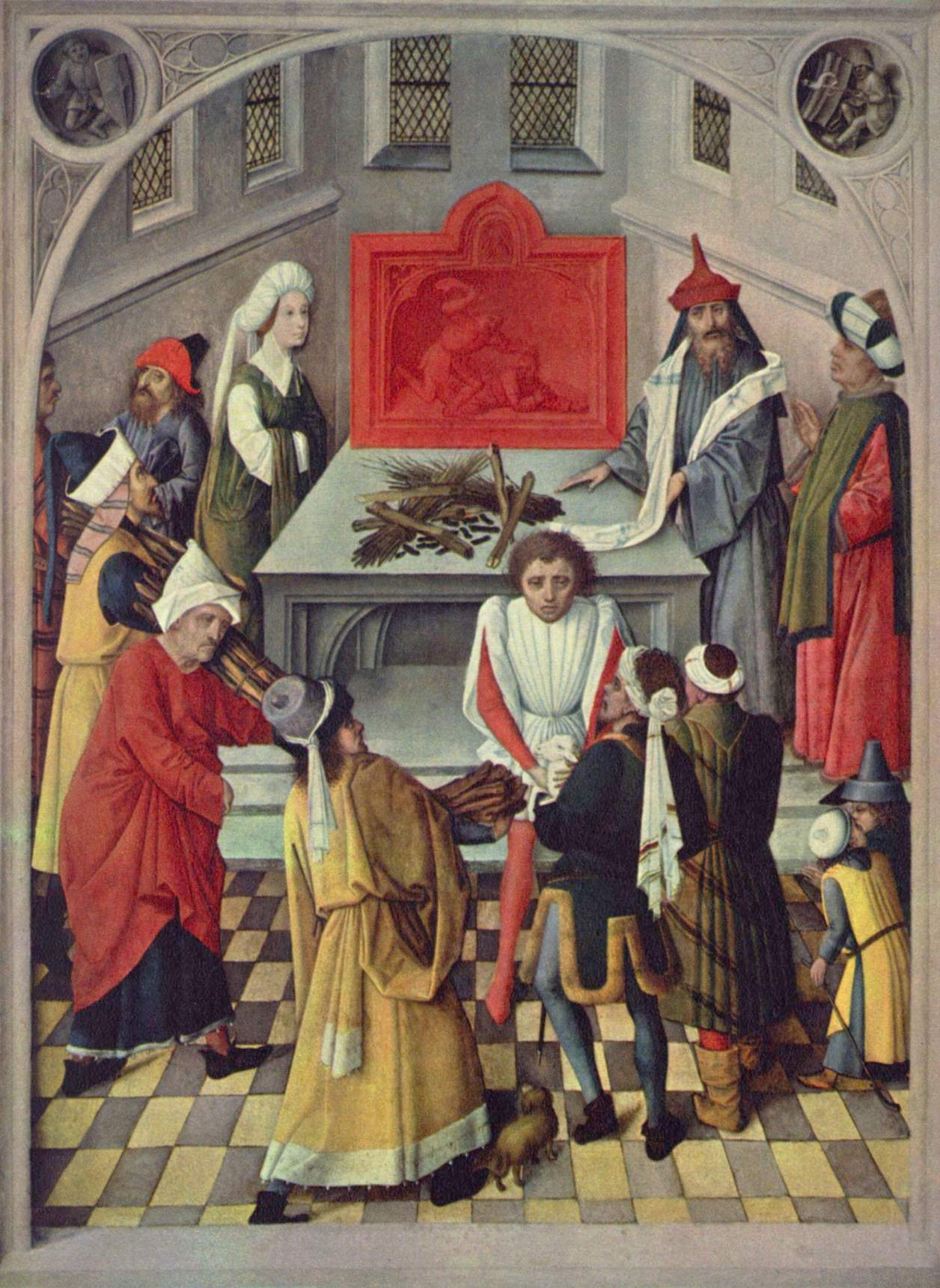
De offerande van de Joden, ca. 1460-1470, olieverf op paneel, Museum Boijmans Van Beuningen

Meester van de Inzameling van het Manna is de noodnaam voor een kunstschilder die rond het midden van de 15e eeuw werkzaam was in de Noordelijke Nederlanden, mogelijk in Haarlem, Leiden en/of Utrecht. Zijn noodnaam verwijst naar een van zijn werken, waarop de inzameling van het manna wordt verbeeld, naar een passage uit het Bijbelboek Exodus.
Aan de tot op heden onbekende meester wordt een aantal werken toegeschreven, waaronder de hier getoonde Offerande van de Joden, De genezing van de blinde te Jericho en een verbeelding van de kruisiging (zie externe link). Diverse namen worden met hem geassocieerd, zoals Jacob Clementsz, Simon Jansz en Broeder Tymanus.